# Хронологія російського вторгнення в Україну (липень 2024)
Ця стаття є частиною хронології повномасштабного російського вторгнення в Україну з 24 лютого 2022 року, яка є частиною хронології російської збройної агресії проти України з 2014 року.
Про події попереднього місяця — див. у статті Хронологія російського вторгнення в Україну (червень 2024).

## 1-10 липня

### 1 липня

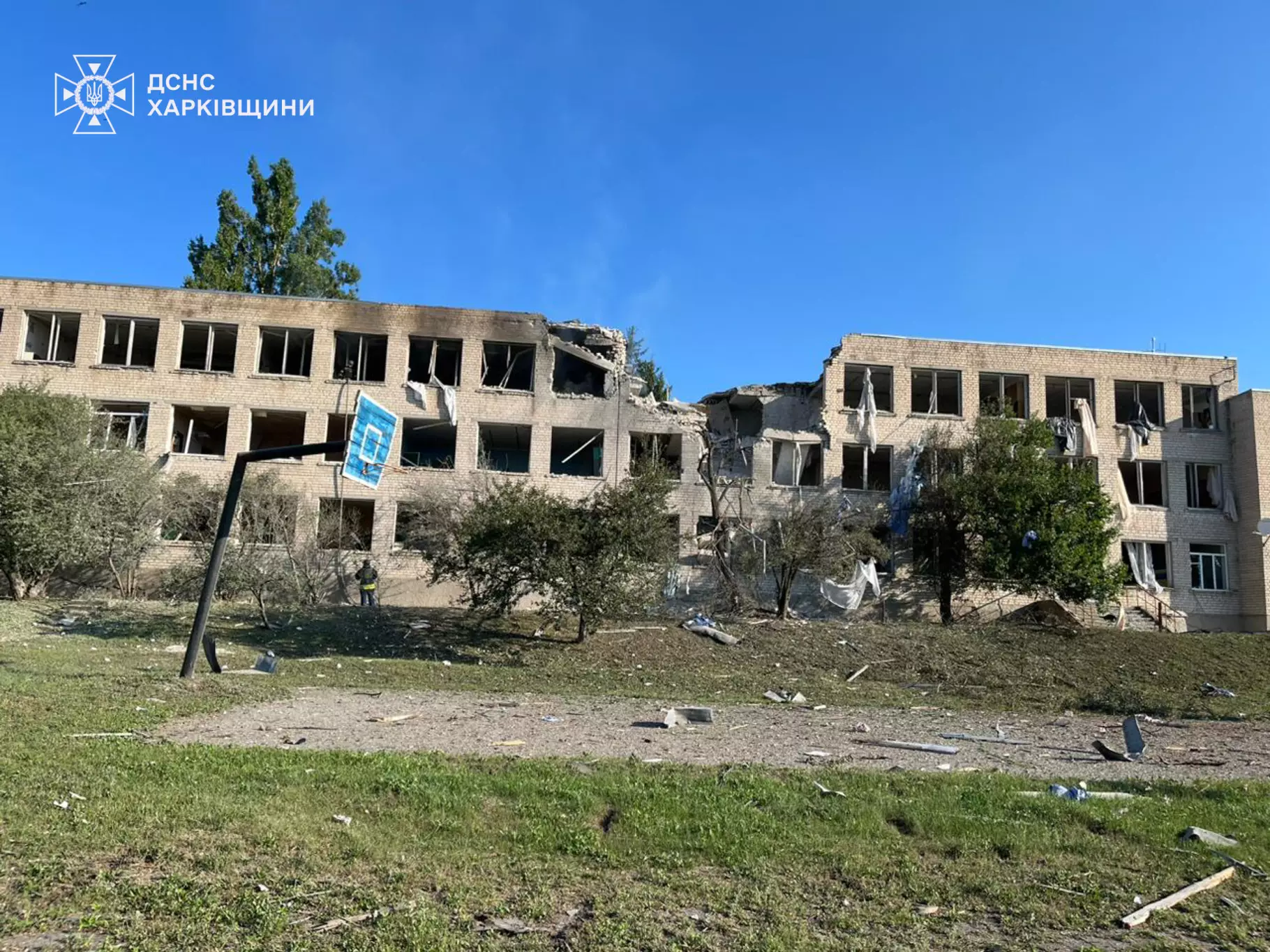
Школа в селі Лісна Стінка (Харківська область) після російського бомбардування 1 липня

За даними українського Генштабу, за добу ЗС РФ втратили 1280 осіб, загальні втрати РФ з початку великої війни сягнули 545090 осіб. Знищено 56 російських артилерійських систем, 16 ББМ і 8 танків.
Росіяни вдарили по аеродрому у Миргороді. Стверджують, що знищили два Су-27 і пошкодили 4. Удар було нанесено касетним Іскандером-М, а перед цим над містом понад 3 години висів БПЛА-розвідник. ЗСУ заявили, що внаслідок роботи ППО після падіння уламків пошкоджено 8 приватних будівель і 4 автомобілі, без постраждалих.
Вдень після ракетного удару з боку мису Фіолента та Балаклави почав здійматися дим. Одна з шести ракет Shtorm Shadow уразила 758-й Центр матеріально-технічного забезпечення Чорноморського флоту РФ.
Потужні крилаті керовані авіабомби, якими Росія нищить українські міста, падають і на її власну територію, пише американська The Washington Post, посилаючись на внутрішній російський документ, що потрапив у її розпорядження. Щонайменше 38 таких бомб впали на територію Бєлгородської області на кордоні з Україною в період з квітня 2023-го по квітень 2024 року, хоча більшість з них не здетонували.
ЗС РФ нанесли удари БПЛА та артилерію по Дніпру, постраждали 7 людей, також було атаковано Нікополь. Декілька будівель та газопровід отримали пошкодження.

### 2 липня
Сектор Торецька у Донецькій області став ще однією гарячою точкою, але бої різної інтенсивності також відбувалися на Курахівському, Врем'ївському, Краматорському та Харківському напрямках. Складною була ситуація на Покровському напрямку, де Росія прагнула прорвати українську оборону.
За даними ISW, зв'язок між російськими наступальними операціями на напрямках Часів Яр, Торецьк та Авдіївка вказує на те, що російське командування могло використати атаку на Торецьк для наступу в районі Часів Яру або Авдіївки. Російські приготування свідчать про більш розвинутий рівень оперативного планування та передбачення, ніж російське командування було здатне здійснити під час війни з 2022 року і далі. Однак це оперативне планування могло бути обмежене загалом слабкими тактичними можливостями російських військ, які воюють у цих районах. Тим часом російські війська просунулися вперед поблизу Вовчанська, Часового Яру та Авдіївки, а також на кордоні Донецької та Запорізької областей. РФ вербувала жінок з російських виправних колоній для участі у бойових діях в Україні, і деякі з них воювали на передовій.
Російські війська скинули дві авіабомби ФАБ-500 з УМПК з території Бєлгородської області на промзони в Немишлянському та Індустріальному районах Харкова. Серед постраждалих двоє дітей. Пошкоджені будівлі підприємств.
Прем'єр-міністр Угорщини Віктор Орбан запропонував президенту України Зеленському припинити вогонь на фронті перед початком мирних переговорів. Про це він сказав на пресконференції у Києві.
Нідерланди завершили оформлення дозволу на експорт до України 24 винищувачів F-16 в рамках авіаційної коаліції. Про це заявила міністерка оборони Кайса Оллонгрен у листі до Палати представників парламенту країни.
Понад три тисячі засуджених були умовно-достроково звільненні для проходження військової служби. Вони вже прибули у військові частини.
Було представлено удар ракетами «Іскандер» по аеродрому ЗСУ в Полтаві, було уражено: вертоліт Мі-24, автомобільна техніка — 4 шт. фахівці ЗСУ до 20 осіб.

### 3 липня
За даними ISW, Україна зіткнулася з кадровими проблемами і сформувала кілька нових бригад, але затримка і неадекватність поставок зброї із Заходу, ймовірно, завадила оснащенню всіх нових бригад. Своєчасна і адекватна західна безпекова допомога продовжувала відігравати вирішальну роль у тому, коли і в якому масштабі українські сили зможуть перехопити ініціативу на полі бою і провести контрнаступальні операції в майбутньому. Тим часом, російські війська просунулися вперед у східній частині Часів Яру, в напрямку Торецька та поблизу Авдіївки, тоді як українські війська просунулися вперед під Вовчанськом, поблизу Кремінної та на південний схід від Часів Яру.
Український Генеральний штаб повідомив, що Росія атакувала в напрямках Харкова, Куп'янська, Лиману, Сіверська, Краматорська, Торецька, Покровська, Курахового, Врем'ївки, Запоріжжя та Херсона, де відбулося 130 бойових зіткнень. Протягом доби російські війська здійснили один ракетний наліт, 38 авіаударів, 473 польоти безпілотників та 76 обстрілів українських позицій і населених пунктів.

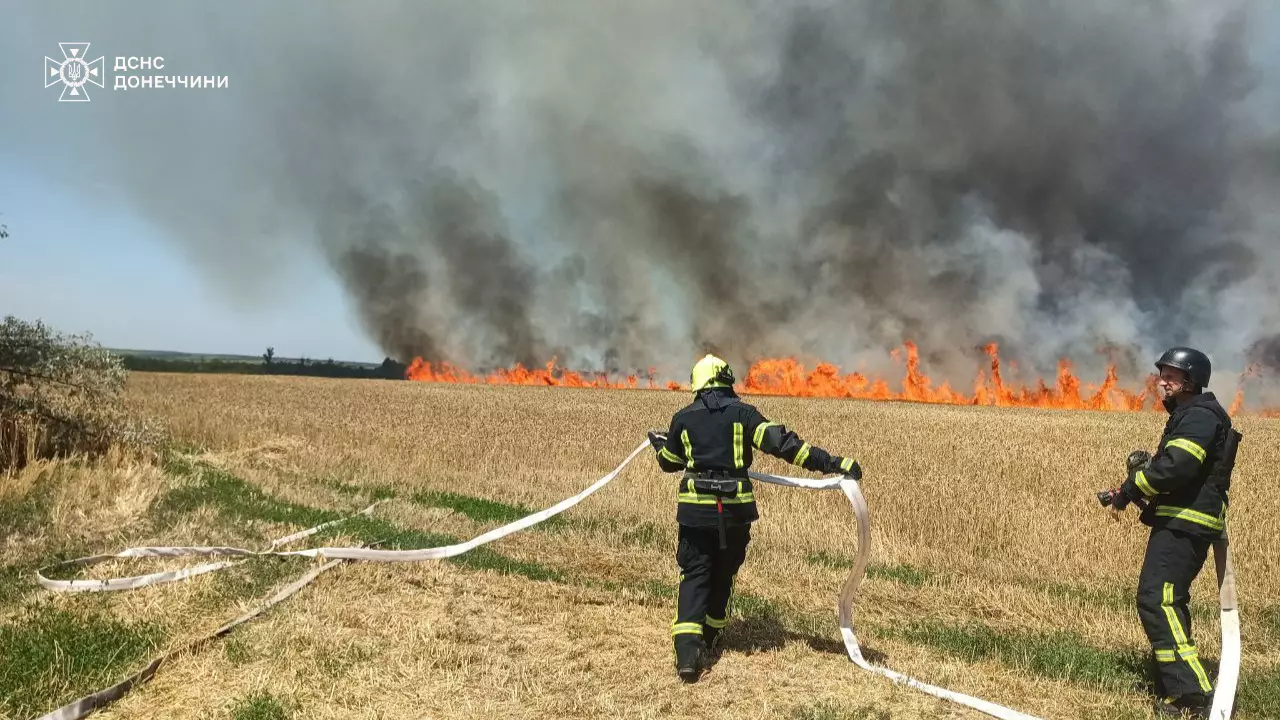
Поле в Донецькій області, що загорілося від обстрілу

Російські війська просунулися на кількох напрямках у Донецькій та Луганській областях, повідомляють аналітики проєкту DeepState. Згідно з картами, окупанти просунулися у Часовому Яру на Донеччині. Зокрема, російські війська зайняли знищений мікрорайон Канал у місті, також ворог має успіх біля Прогресу, Володимирівки, у Карлівці, Красногорівці й Нью-Йорку Донецької області. На Луганщині росіяни, за даними DeepState, просунулися у Макіївці.
Вранці росіяни обстрілювали Дніпропетровську область. Знищено 5/7 ракет та 5/5 дронів Shahed. Внаслідок атаки постраждали цивільні, пошкоджений місцевий торговий центр Дніпра. Очільник Дніпропетровської ОВА Сергій Лисак повідомив, що 5 людей загинули та 39 дістали поранення різного ступеня тяжкості. Ціллю атаки був «Південний машинобудівний завод». У Дніпрі внаслідок російської атаки пошкоджено торговельний центр. ЗС РФ обстріляли село Борова Ізюмського району Харківської області, одна людина загинула, були постраждалі.
Вдень росіяни завдали ударів КАБами по житловій забудові Харкова, зруйновано 2 приватні будинки, одна дитина зазнала поранення. Одна людина загинула і троє отримали поранення в результаті ракетного обстрілу поблизу Полтави.
Україна отримала транш від МВФ на $2,2 млрд, це частина коштів, передбачених програмою EFF обсягом $16 млрд. Для їх отримання Україна виконала ряд дій та пройшла четвертий перегляд програми — вперше у двосторонніх відносинах з МВФ.
Експрезидент США Дональд Трамп у разі повернення до Білого дому може відмовитись від розширення НАТО заради угоди з Путіним, а також хотів би віддати Росії частину українських земель, пише Politico з посиланням на двох експертів з національної безпеки — прихильників Трампа. Президент Зеленський заявив, що експрезидент Трамп повинен запропонувати свій план швидкого завершення війни Росії проти України, та попередив, що будь-яка пропозиція не повинна передбачати порушення суверенітету.
Посол України при міжнародних організаціях у Відні Данило Кубай заявив, що лише 3 % російських ракет, безпілотників і керованих бомб вражають військові об'єкти в Україні, тоді як 97 % ракет зрештою влучають у цивільну інфраструктуру.

### 4 липня
ЗСУ відійшли з району Каналу на околиці Часового Яру на захищеніщі позиції. За даними проекту DeepState, росіяни просунулися вперед і захопили села Сокіл і Восход в Донецькій області і увійшли в село Сотницький Козачок в Харківській області, розташоване безпосередньо через кордон з Росією. Просування також спостерігалося в Пинничному та поблизу Дружби, Євгенівки і Новопокровців у Донецькій області.
За даними ISW, російські війська просунулися вперед поблизу Кремінної, Авдіївки та Донецька. Крім того, заступник голови Ради безпеки Росії Дмитро Медведєв заявив, що близько 190 000 росіян підписали контракти на військову службу за перші шість місяців 2024 року в рамках комплектування російської армії контрактниками.
ЗС РФ атакувала на Харківському, Куп'янському, Лиманському, Сіверському, Краматорському, Торецькому, Покровському, Курахівському, Временівському, Запорізькому та Херсонському напрямках, де відбулося 155 бойових зіткнень. Протягом доби російські війська здійснили один ракетний наліт, 59 авіаударів та 116 обстрілів українських позицій та населених пунктів. Українська авіація та артилерія завдали 13 ударів по російських солдатах, два — по артилерійських підрозділах, один — по складу боєприпасів, три — по місцях зосередження та один — по зенітній установці.
Вночі українська ППО збила 21 з 22 дронів Shahed, які запустила Росія. Їх знищили в межах Київської, Чернігівської, Житомирської, Сумської, Дніпропетровської та Полтавської областей. На Чернігівщині російський дрон-камікадзе типу «Shahed» влучив в енергооб'єкт, у результаті чого майже 6 тисяч споживачів залишились без електрики.
Безпілотники атакували російське місто Котовськ у Тамбовській області вранці. Проте за словами губернатора Максима Єгорова, два дрони нібито були збиті засобами ППО. На відео зафіксоване влучання безпілотника в будівлю порохового заводу.
Російська армія атакувала ракетами цивільну припортову інфраструктуру на Одещині. Внаслідок цього одна людина загинула, а семеро отримали поранення.
Голова ОВА Вадим Філашкін повідомив, що в результаті російських атак на Донецьку область загинула жінка (Новогродівка) і вісім осіб отримали поранення (Завітне), у тому числі четверо дітей. Під час обстрілу було пошкоджено три багатоповерхівки, дві адміністративні будівлі та кафе. Міністерство оборони Росії заявило, що український винищувач МіГ-29 був знищений в результаті ракетного удару по авіабазі Кривий Ріг.
Виконувач обов'язків міністра культури України Ростислав Карандєєв заявив, що Росія все ще контролює близько 1,5 мільйона музейних експонатів в окупованій Україні. Станом на кінець квітня 2024 року війна, розпочата Росією, призвела до знищення 1987 культурних об'єктів. Україна співпрацювала з ЮНЕСКО для фіксації російських злочинів.

### 5 липня
Вночі українські безпілотники атакували Приморсько-Ахтарську на Кубані, по території військового аеродрому прилетіло щонайменше 2 БпЛА. Також вночі була атака в Ростові-на-Дону пролунали вибухи, в районі міста працювала ППО. За словами очевидців, це нібито наймасовіша атака на місто, оскільки відбувалась із застосуванням 12 безпілотників. Після вибухів розгорілись пожежі в двох місцях, на нафтобазі та на ТЕС.
ППО ЗСУ вночі збили 32/32 БПЛА противника, на території семи областей, що атакували з районів Курськ, Приморсько-Ахтарськ. Пошкодження внаслідок падіння уламків зафіксовані в трьох областях. На Київщині пошкоджені шість приватних будинків та автомобіль у Макарівській громаді Бучанського району. На Дніпропетровщині — інфраструктура, приватний будинок і мікроавтобус у Нікополі. На Одещині — асфальтне покриття дороги.
Україна отримала третій ЗРК Patriot від Німеччини. Про це повідомив посол Німеччини в Україні Мартін Єґер.
Бойові дрони різних типів та призначення вартістю 4 млн євро виготовили сім латвійських компаній. Латвія підготувала 2500 безпілотників для України, які нададуть поступово протягом поточного місяця у межах коаліції дронів. Про це повідомило Міноборони Латвії.
Марін Ле Пен, пообіцяла, що у разі перемоги на виборах прем'єр-міністр від її політсили заборонить Києву використовувати надану Францією зброю великої дальності для ударів по Росії.

### 6 липня
Вночі українські безпілотники атакували об'єкти в трьох районах Краснодарського краю РФ: Єйському, Ленінградському та Павловському. У Єйську пошкоджено вежу стільникового зв'язку, у станиці Павловській зайнялася нафтобаза, у Ленінградській — резервуар з паливом.
Росіяни вночі запустили по Україні 27 ударних дронів типу Shahed-131/136. Бойова робота по ворожих цілях йшла у 12 областях. Сили оборони України збили 24 із 27 російських ударних дронів типу Shahed. В Сумах дезпілотник влучив у комунальному підприємстві «Міськводоканал» розповіли що, у Сумах знеструмлені всі об'єкти водоканалу.

### 7 липня
Міністерство оборони Росії повідомило, що російські війська захопили місто Чигарі (частина міста Південний) в Донецькій області .
За даними ISW, російські війська здійснили підтверджені просування поблизу Часового Яру та Торецька, а українські війська просунулися на північ від Харкова. Крім того, OSINT аналітики  проаналізували супутникові знімки і підрахували, що з початку вторгнення Росія вивезла приблизно 42% російських танків з довоєнних складів під відкритим небом .
За словами Голови ОВА Олега Синєгубова, четверо людей, у тому числі дитина, загинули після того, як сімейний автомобіль наїхав на російську міну, заховану в лісі в Харківській області . Голови ОВА Сергій Лисак заявив, що російські війська атакували місто Нікополь, поранивши щонайменше п'ятьох цивільних осіб, у тому числі дитину. Були зруйновані будинки, в одному з них виникла пожежа . Крім того, заступник голови Київської міської державної адміністрації Петро Пантелєєв заявив, що російські атаки зруйнували більше половини генеруючих потужностей української столиці, але близько ⅔ генеруючих потужностей було відновлено. Він також повідомив, що планується «децентралізувати систему виробництва електроенергії і тепла шляхом будівництва малих і середніх теплових електростанцій», а місцева влада, в свою чергу, створить кластер автономних об'єктів, щоб впоратися з будь-якими перебоями в електропостачанні .
Губернатор Олександр Гусєв повідомив, що уламки «кількох» збитих українських безпілотників спричинили пожежу на одному зі складів і детонацію невстановленої «вибухівки» в Підгорецькому районі Воронезької області. Ще один безпілотник був збитий над Бєлгородською областю . Пізніше повідомлялося, що українські безпілотники СБУ завдали удару по великому складу боєприпасів у селі Сергіївка Воронезької області, де «на площі 9 км² противник зберігав ракети “земля-земля” і “земля-повітря”, снаряди для танків і артилерії, ящики з боєприпасами для вогнепальної зброї» .  Британська розвідка згодом заявила, що Росія не здатна захистити логістику поблизу фронту.
Місцеві ЗМІ повідомили, що у другій половині дня українська армія завдала ракетних ударів по трьох російських об'єктах в окупованому Мелітополі, де, за повідомленнями, сталися вибухи, зокрема на авіабазі, залізничній станції та в кількох інших місцях. Місцеві жителі повідомили, що під час інциденту була активована російська протиповітряна оборона . Українська група «Хортиця» заявила, що зенітна оборона 110-ї окремої механізованої бригади збила російський винищувач Су-25 в районі Покровська Донецької області .
Президент Володимир Зеленський зустрівся в Одесі з новим міністром оборони Великої Британії Джоном Гілі, який приступив до виконання обов’язків менше ніж 48 годин тому. Хілі наголосив на сильній підтримці Великобританією України та анонсував новий пакет військової допомоги (має надійти протягом наступних 100 днів), який включає 10 самохідних гаубиць AS90, 250 тис. злотих. боєприпасів, 90 протитанкових ракет Brimstone, 50 невеликих човнів для підтримки річкових і прибережних операцій, а також 40 машин для розмінування та 61 машина для допомоги у створенні оборонних позицій . Крім того, Зеленський також зустрівся з новим міністром закордонних справ Нідерландів Каспарром Велдкампом і міністром оборони Рубеном Брекельмансом. Вони обидва підтвердили рішучу підтримку України з боку Нідерландів і оголосили, що нададуть Україні додаткову допомогу для розширення судово-медичних розслідувань щодо прав людини та зниклих безвісти.
Щоденне видання The Economist зробило власні підрахунки на основі аналізу сайтів Meduza і Mediazona, а також документів, що потрапили в розпорядження Міністерства оборони США, і повідомило, що з початку конфлікту було вбито або поранено від 462 000 до 728 000 російських військовослужбовців. За даними журналу, на кожного вбитого росіянина припадає близько трьох-чотирьох поранених. Найбільших втрат зазнали росіяни у віці від 35 до 39 років, яких, за підрахунками, було вбито 27 000 за весь період .

### 8 липня

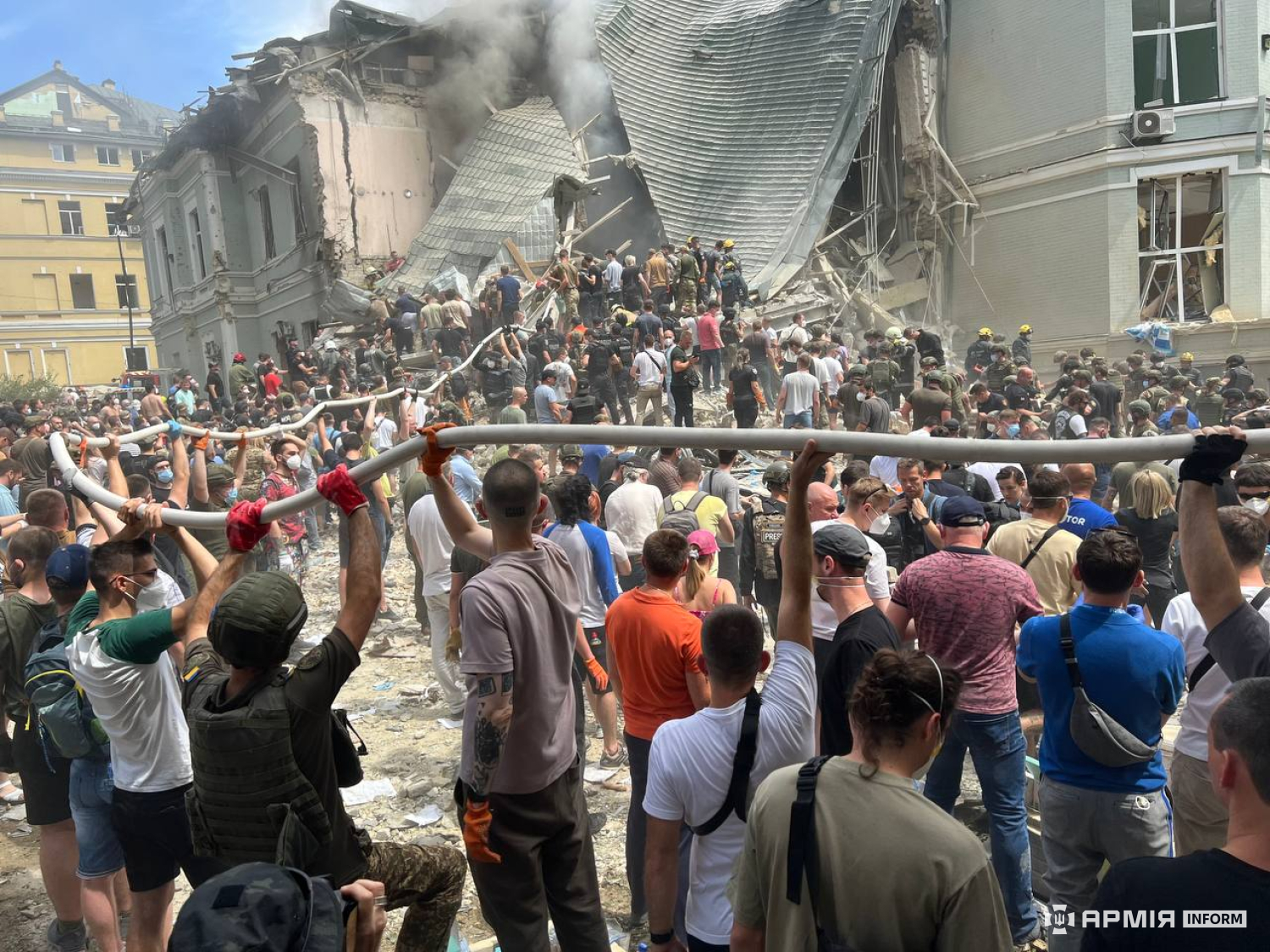
Руйнування на місці російського удару по дитячій лікарні «Охматдит» у Києві

За даними ISW, українські сили відновили втрачені позиції в Часів Ярі, в той час як російські війська просунулися вперед під Донецьком і в західній частині Запорізької області .

Повітряні сили Збройних сил України повідомили, що між 10:00 та 11:00 ранку Росія здійснила масований ракетний удар по території України, використавши 38 ракет, включаючи одну гіперзвукову ракету «Корвал», чотири балістичні ракети «Іскандер-М», одну гіперзвукову крилату ракету «Циркон», 13 крилатих ракет Х-101, 14 крилатих ракет «Калібр», дві крилаті ракети Х-22 та три крилаті ракети Х-59/Х-69. Українська протиповітряна оборона знищила 30 ракет, у тому числі одну ракету «Кранжал», три ракети «Іскандер-М», 11 ракет Х-101, 12 ракет «Калібр» і всі ракети Х-59/Х-69.

Цього дня росіяни пролвели одну з наймасовіших атак проти України з моменту вторгнення, ЗС РФ запустили 38 ракет різних типів, 30 з яких знищила ППО. Під удар потрапила низка українських міст, включно з Дніпром, Києвом та Кривим Рогом, ракетного удару було нанесено по одній із найбільшіх дитячих лікарень Європи — Охматдиту. У Києві під час удару було зруйновано підстанції і пошкоджені електромережі. Руйнування зафіксовані у 7 районах столиці. В результаті удару була зруйнована будівля Охматдиту, почався пошук нової локації для медиків та пацієнтів. Під час удару, серед інших, постраждав хлопчик, що перебував у критичному стані в реанімації. Його було транспортовано до однієї з лікарень Києва, але лікарі не змогли його врятувати.
Стало відомо, що ЗСУ використовували далекобійні ракети ATACMS для ударів по тимчасово окупованому Криму. Внаслідок цього було знищено ЗРК росіян.
Протягом доби ЗСУ ліквідували 1200 російських окупантів, з початку повномасштабного вторгнення, агресор втратив 552 190 осіб. За добу ЗСУ знищили 40 бойових броньованих машин і 29 артилерійських систем.

## 11-20 липня

### 11 липня
Данія та Нідерланди почали передачу Україні винищувачів F-16. Норвегія також вирішила передати Україні шість таких винищувачів поточного року. Офіційні особи США заявили про загальне покращення ситуації в Україні після ухвалення Конгресом пакет допомоги на $61 млрд. Україна та Люксембург підписали двосторонню угоду про гарантії безпеки.
ЗС РФ атакували з повітря Хмельницьку область, ППО збили три цілі, постраждалих та пошкоджень не було. Росіяни атакували п'ятьма керованими авіабомбами (КАБ) Мирноград Донецької області, загинула дитина, пошкоджені 43 приватних та два багатоквартирних будинки.

### 12 липня
ЗСУ звільнили Сотницький Козачок на Харківщині.

### 13 липня
ЗС РФ обстріляли селище Буди у Харківській області, постраждали понад 20 людей. У Мирнограді Донецької області ЗС РФ обстріляли двома авіабомбами УМПБ Д-30СН зупинку громадського транспорту та адмінбудівлю, четверо людей загинуло, 9 поранено. На Покровському напрямку ворог намагався прорвати оборону ЗСУ, бої тривали на Харківському, Лиманському і Времівському напрямках.

### 14 липня

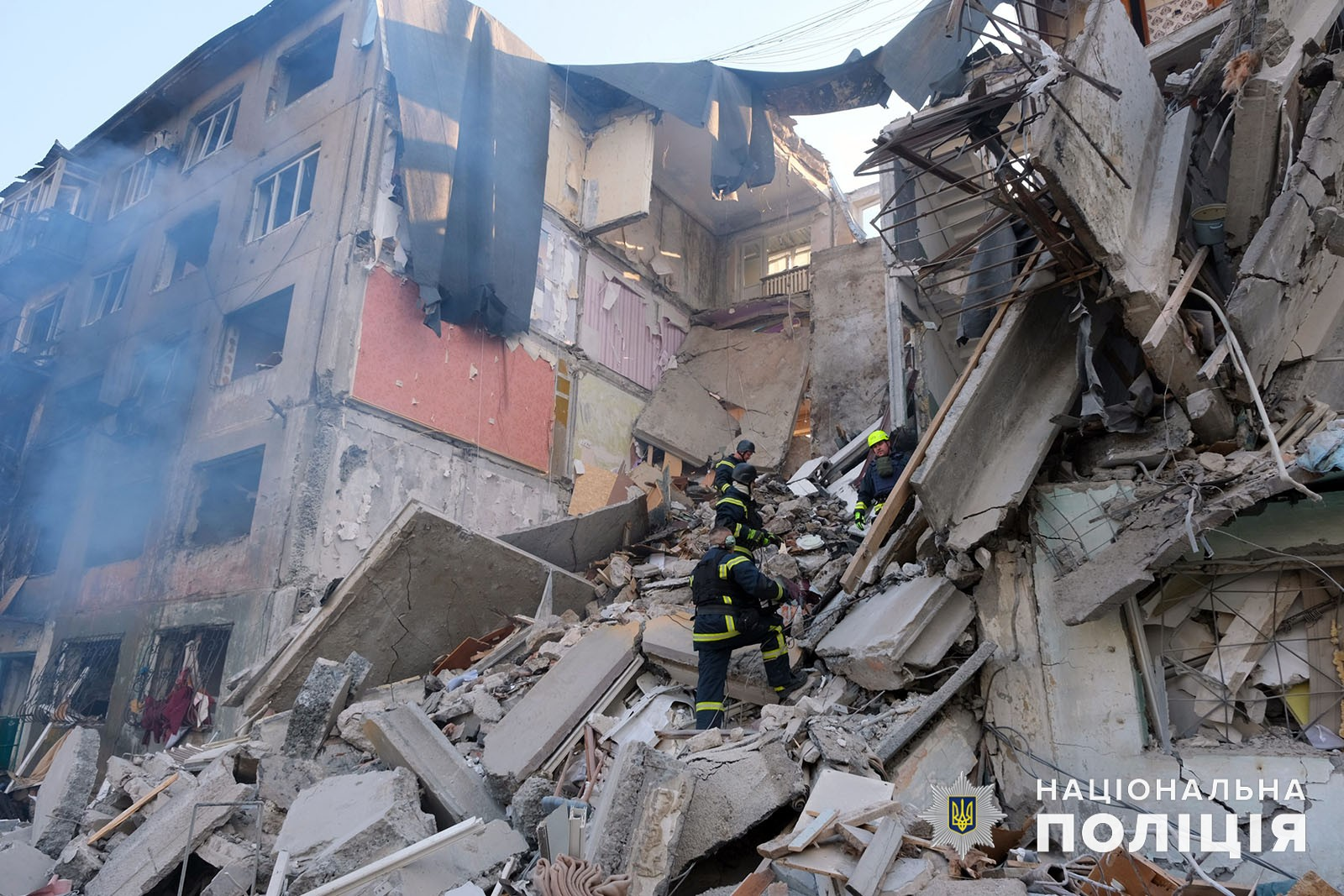
Будинок у Мирнограді (Донецька область) після бомбардування 14 липня

ЗСУ ліквідували 1320 російських окупантів, загальні втрати ЗС РФ зі вторгнення склали 559 090 осіб. За добу ЗСУ знищили 46 артсистем та 32 ББМ. На фронті відбулося 89 бойових зіткнень, найбільша кількість атак — на Покровському напрямку. РФ просунулася на півночі Урожайного, під Авдіївкою і Торецьком. Росіяни півгодини обстрілювали Білопілля з Граду, зафіксовано 18 прильотів, були постраждалі.

### 15 липня
Тимчасова окупаційна влада повідомила про «масовану атаку» безпілотників на Севастополь. ЗС РФ завдали авіаударів по селу Богуславка Борівської тергромади і селищу Ківшарівка Куп'янського району, двоє цивільних було поранено, пошкоджено будинки.

### 16 липня
Журанлісти The Economist підрахували, що протягом перших двох років повномасштабного вторгнення, ЗС РФ втратили 3000 танків та 5000 інших броньованих машин. Журналісти припустили, що 2025 року росіяни можуть перейти в оборону.

### 17 липня
ЗСУ ліквідували 1110 солдатів ЗС РФ, одну систему ППО та одну РСЗВ. Позиційні бої точилися на багатьох напрямках, ворог просунувся під Авдіївкою.
Україна повернула з російського полону 95 захисників, серед них воїни ЗСУ, Національної гвардії та прикордонники. Єврокомісія схвалила передачу Україні траншу у рамках Ukraine Facility на 4,2 млрд євро. Президент Зеленський підписав указ, ввівши в дію рішення РНБО щодо Стратегії морської безпеки.
Легіон «Свобода Росії» опублікував відео диверсії на аеродромі «Большое Савино» у Пермі, під час якої підпалили військову техніку. Зокрема, на відео показано процес підпалу двох вантажівок КаМАЗ.

### 18 липня
ЗСУ ліквідували 1130 окупантів, загальна кількість втрат ЗМ РФ з початку вторгнення склала 563 640 осіб. ЗСУ знищили 54 артсистеми та 50 дронів. ЗСУ залишили позиції у селі Урожайне Донецької області для збереження життя бійців. Натомість, ЗСУ продовжили тримати оборону в районі Кринок.
Стало відомо, що польська державна компанія продавала деталі для іранських бойових безпілотників Shahed 136. Іранські безпілотники були оснащені насосами, виготовленими компанією, що належить Агентству промислового розвитку.

### 19 липня

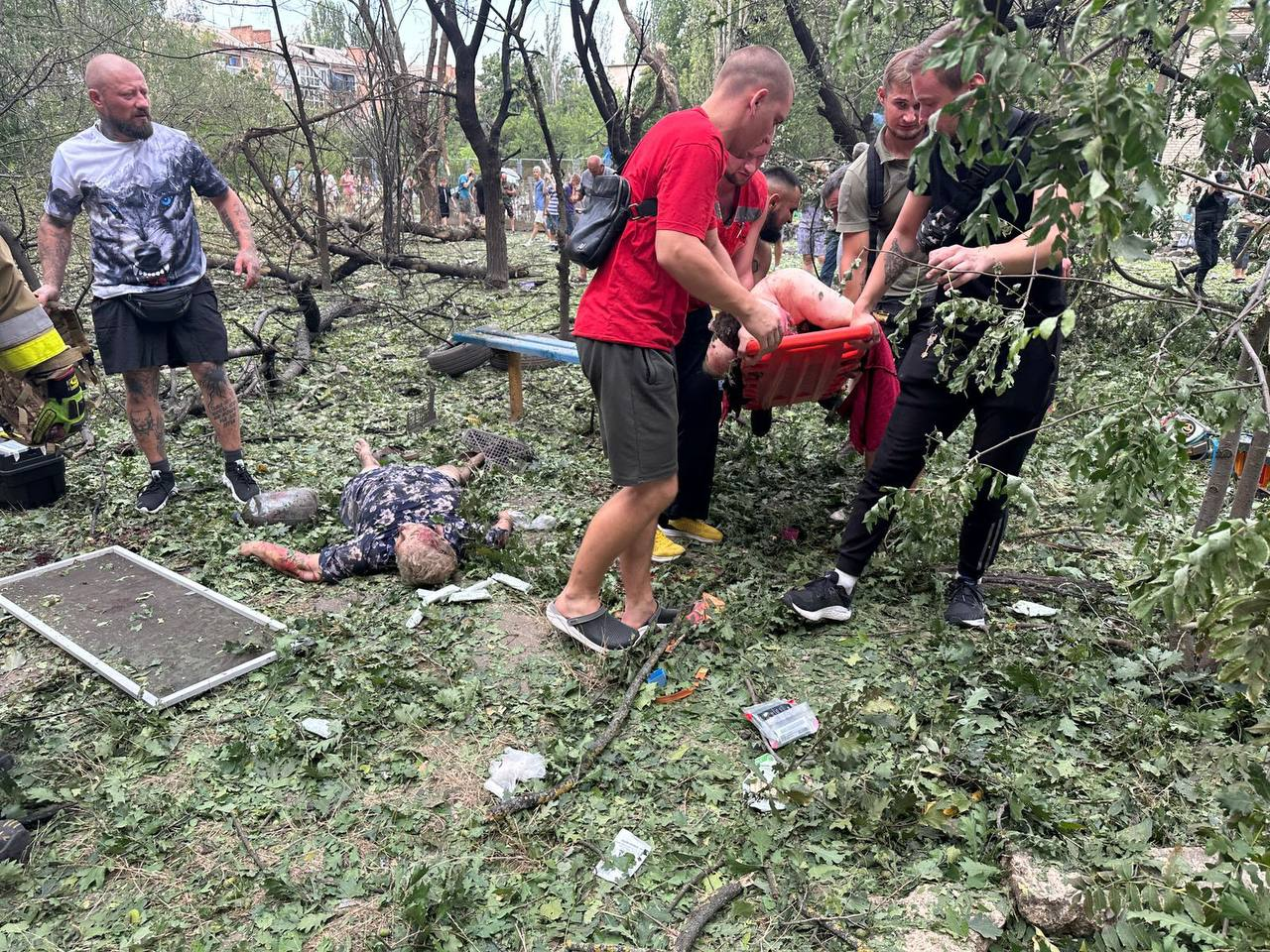
Наслідки обстрілу Миколаєва

ЗСУ ліквідували 980 окупантів, з початку вторгнення ЗС РФ втратили 564 620 осіб. Крім того, ЗСУ знищили 55 артсистем і 42 дрони. Протягом доби на фронті відбулося 107 бойових зіткнень.
ЗС РФ зайняли село Розздолівка і продовжили проводити атаки вздовж залізниці, що з'єднує Бахмут і Сіверськ. Також на Авдіївському напрямку російські військові зайняли села Івано-Дар'ївка, Схід, Яснобродівка, а також більшу частину села Новоселівка 1-а. Ворог просувався на Донбасі, північному сході та півдні України. Росіяни вдарили по центру Чугуєва на Харківщині, влучили по житловій забудові, 9 людей постраждали. Над Одесою було збито російську балістичну ракету Іскандер. ЗСУ збили російський Су-25 на Покровському напрямку, що намагався обстрілювати українські позиції. ЗС РФ вдарили ракетою по житловому району Миколаєва, постраждали та загинули люди, зокрема дитина.

### 20 липня
ЗСУ ліквідували 1100 російських солдатів, систему ППО і 44 артилерійські системи.
Для атаки на Київ ЗС РФ використали не ракети та дрони-камікадзе Shahed-136, а також новий дрон невстановленого типу.

## 21-31 липня

### 21 липня
ЗСУ ліквідували 1050 російських солдатів, 18 танків і 51 артсистему. Протягом доби на лінії бойового зіткнення зафіксовано 117 боїв, на Покровському напрямку відбито 40 наступальних та штурмових дій. Росіяни атакували Київ шахедами, всі ворожі безпілотники було знищено силами ППО ЗСУ. ГУР МО України атаковано нафтопереробний завод в Туапсе Краснодарського краю РФ, виникла пожежа.

### 22 липня
Протягом доби на лінії фронту зафіксовано 155 бойових зіткнень, найактивніші дії ворог вів на Покровському та Краматорському напрямках.

### 23 липня
Міністерство оборони РФ заявило про збиття більш ніж 85 БПЛА, запущених Україною, у тому числі 25 над Кримом і на заході Росії. ЗСУ атакували у російському порту «Кавказ» Краснодарського краю пором «Славянин», його було суттєво пошкоджено. Залізничний пором був важливим елементом для російської логістики.

### 24 липня

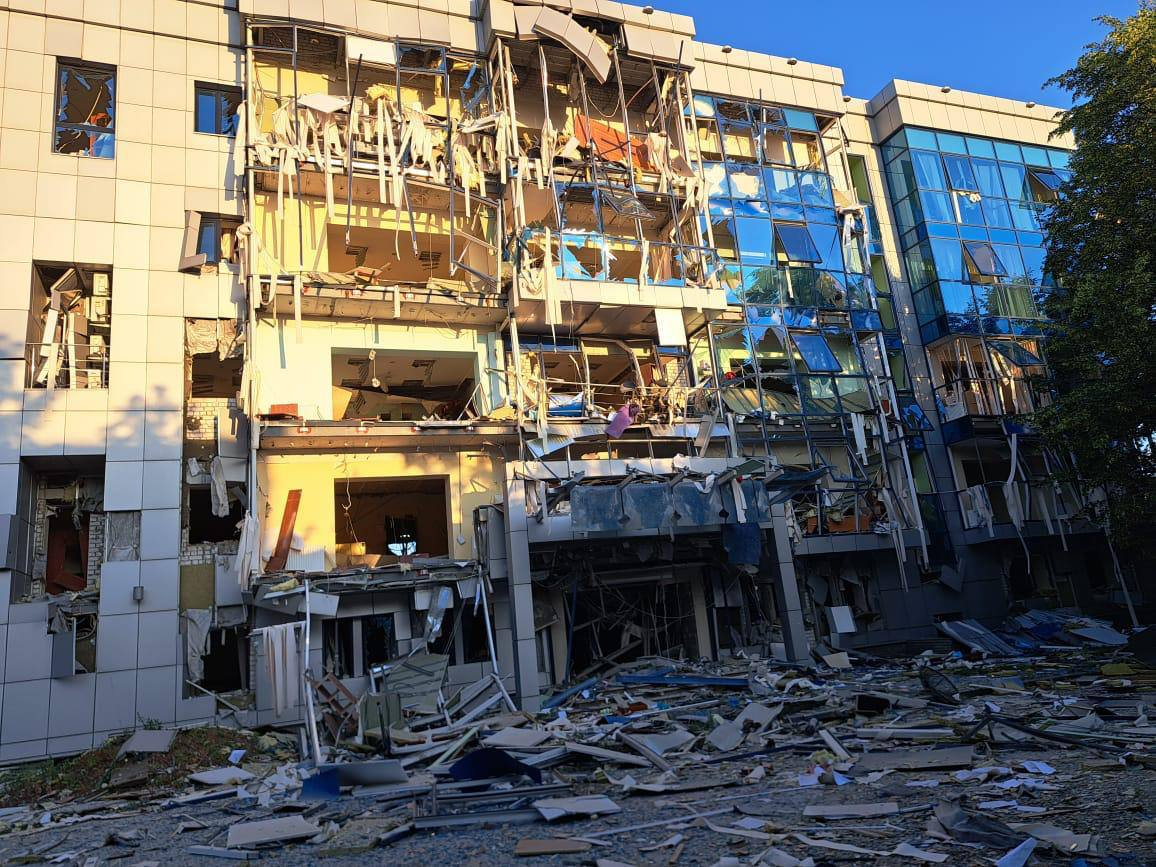
Офіс Швейцарского фонду з протимінної діяльності в Харкові після ракетного удару

ЗСУ ліквідували 1140 російських солдатів, ММО РФ заявило про окупацію с. Івано-Даріївка за 30 км на північний схід від Бахмута. ЗС РФ 5 разів атакували Харків. Зокрема, вночі росіяни вдарили по промисловій зоні та приватному сектору, також вони атакували офіс швейцарської гуманітарної організації, яка займається розміновуванням.
Впродовж доби на фронті відбулося 125 бойових зіткнень, найгарячішою залишалася ситуація на Покровському, Курахівському, Лиманському, Краматорському та Времівському напрямках.
Вночі Росія атакувала Сумську область. Ударів було завдано по об'єкту електроенергетики, без електропостачання залишилося 50400 осіб. Росіяни вп'яте за день вдарили по Харкову.

### 25 липня
ЗС РФ вдарили по Харкову Іскандером із касетною бойовою частиною. ЗС РФ провели рейд поблизу Сотницького Козачка на прикордонні Харківської області, також просунулися поблизу Авдіївки та Донецька. Внчоі росіяни влаштували масовану атаку на Житомирську область, пошкоджено інфраструктурний об'єкт та будинки. Сили ППО збили 25 із 38 шахедів. ЗС РФ другу ніч поспіль атакували Ізмаїльський район.
Росіяни вивели військові кораблі з Азовського моря після удару ЗСУ по порому «Славянин» в порту «Кавказ» у Краснодарському краї РФ. У Харківській області повітряна тривога тривала понад дві доби. Це найтриваліша тривога у регіоні з початку повномасштабної війни. У Румунії після нічної атаки ЗС РФ на Україну виявили уламки шахедів.

### 26 липня
За даними Генштабу, ЗСУ ліквідували 950 окупантів, загальні втрати з 24.02.2022 сягнули 572 300 осіб, також знищено 11 ББМ та 36 артсистем. Внаслідок повітряної атаки на Крим почалася пожежа на аеродромі «Саки» в тимчасово окупованій росіянами Новофедорівці.
Вночі ЗС РФ атакували шахедами Ніжин Чернігівської області і обстріляли Краматорськ, почалася пожежа на підприємстві. Внаслідок нічної атаки РФ на Житомирську область дронами постраждали об'єкти інфраструктури та енергетики.
ЄС виділив Україні перший платіж на 1,5 млрд євро, отриманих від заморожених російських активів.

### 27 липня
ЗСУ ліквідували 1180 російських окупантів. ЗС РФ трохи просунулися на північ від Харкова і заявили про захоплення Глибокого, проте ISW не зміг підтвердити ці дані. Стало відомо, що село Кринки Херсонської області практично знищене, та ЗСУ продовжили бойові завдання неподалік нього. Вдень росіяни атакували Глухів Сумської області, 13 людей поранені, більшість — діти, один підліток загинув. Внаслідок російського удару КАБами та ФАБом по Кураховому та Мирнограду Донецької області п'ятеро людей було поранено, серед них 11-річна дитина.
В Росії під Волгоградом впав бомбардувальник Су-34.

### 28 липня
ЗСУ відновили позиції поблизу Торецька та просунулися у Вовчанську, ЗС РФ просунулися на захід і південний захід від Донецька. У Курській області пролунали вибухи під час атаки дронів.
ЗС РФ обстріляли Нікополь Дніпропетровської області, постраждали вісім людей, зокрема діти. Внаслідок атаки села Камишани під Херсоном поранено шістьох людей, серед них троє діти. Росіяни завдали ракетного удару по Харкову двома протикорабельними ракетами Х-35У.

### 29 липня
ЗС РФ втратили 1050 військовослужбовців, 25 танків і 46 артилерійських систем. В Орловській області РФ через атаку дронів пошкоджено електростанцію.
ЗСУ знищили над Дніпровщиною розвіддрон і кілька шахедів. США повідомили про передачу Україні двох пакетів військової допомоги, зокрема, ракети для HIMARS. Після тривалої паузи ЗС РФ активізувалися на Гуляйпільському напрямку. Німеччина з Данією передала Україні 8 танків Leopard 1A5.

### 30 липня
Ввечері ЗС РФ атакували Україну кількома групами шахедів.
Під час удару ЗСУ по авіабазі «Олєнья» було пошкоджено два стратегічні бомбардувальники Ту-22М3. В Єкатеринбурзі (РФ) почалася масштабна пожежа на підприємстві «НВО автоматики», що виробляє електроніку для ракет. СБУ атакувала російську нафтобазу в Курській області, почалася пожежа. З російських колоній і СІЗО зникли шість політв'язнів, згодом з'ясувалося, що їх таким чином готували до обміну на російських терористів.

### 31 липня

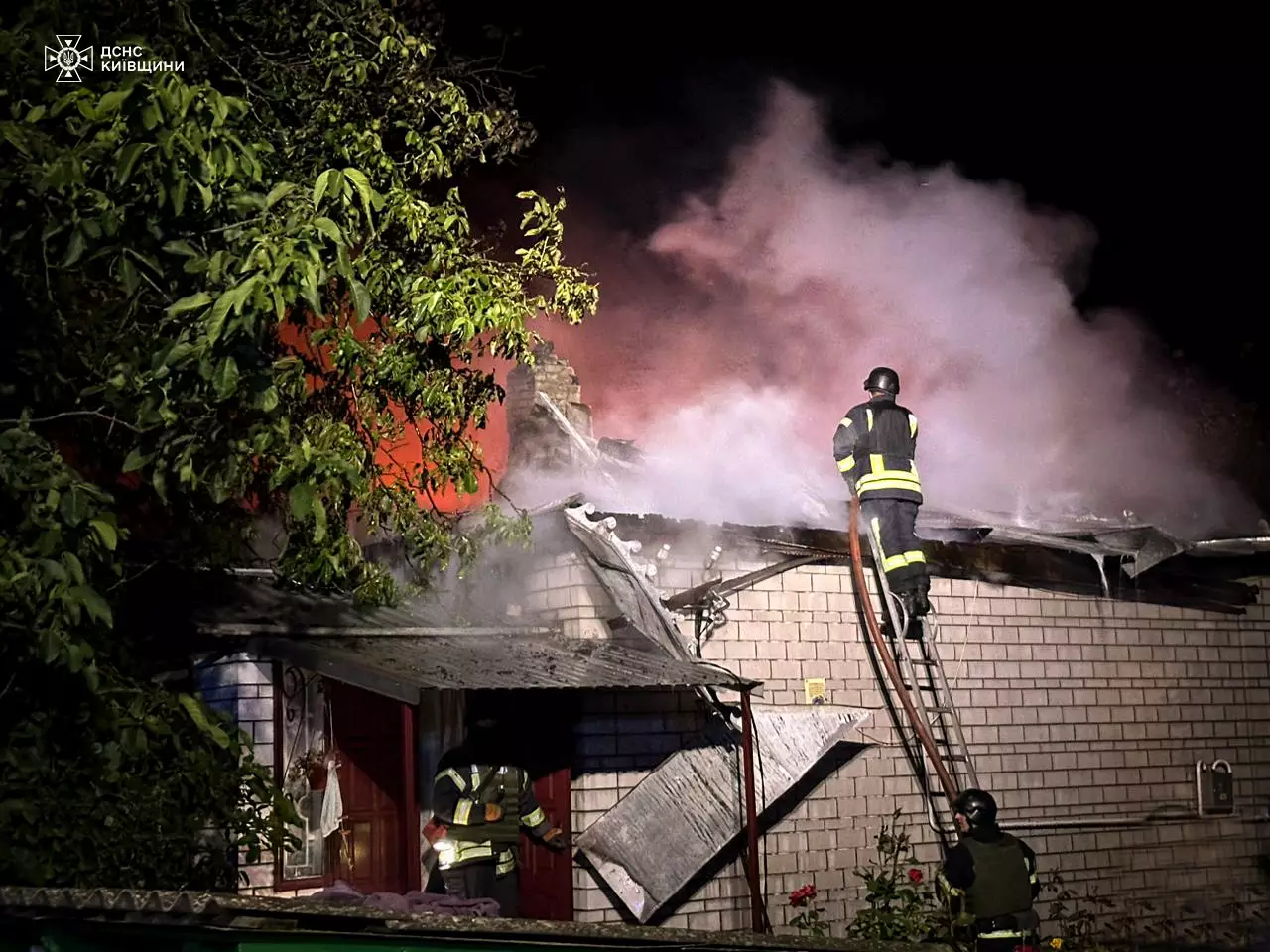
Будинок у Київській області, пошкоджений уламками російського безпілотника

За добу ЗСУ ліквідували 1060 росіянина, знищили 30 артсистем та 20 ББМ.
Росія випустила по Україні 89 дронів із кількох районів, всі шахеди збито силами ППО.  Українська протиповітряна оборона знищила всі безпілотники і ракету; за даними місцевої влади, дев'ять безпілотників було збито над Херсонською областю, шість - над Дніпропетровською і чотири - над Миколаївською областю. Київська військова адміністрація повідомила, що в повітряному просторі міста та прилеглих районах було перехоплено понад 40 безпілотників. Про жертви не повідомлялося, але в Київській області від уламків безпілотників загорівся житловий будинок і було пошкоджено 13 будівель. У Херсоні загинув місцевий житель, ще один отримав поранення. У Дніпропетровській області пошкоджено соціальну установу та два автомобілі .
Речник української військової розвідки Андрій Юсов заявив, що під час масованої атаки Росія використовувала значну кількість так званих «розвідувальних безпілотників», метою яких було зондування систем ППО, а не знищення цілей. Він додав, що «Метою було виснажити і прозондувати системи протиповітряної оборони. Це також не нова тактика. Сили безпеки і оборони України практикують і успішно протидіють таким викликам" . Группа «Білоруський гаюн» повідомила, що під час нічної атаки щонайменше п'ять російських безпілотників «Шахед» відхилилися від курсу і проникли на білоруську територію. Хоча більшість безпілотників покинули Білорусь майже відразу, один з них пролетів понад 260 км, досягнувши міста Столін у Брестській області .
За даними ISW, російські війська просунулися вперед у районі Куп'янська, Сватове, Часів Яр, Торецьк і Донецьк, а також на заході Запорізької області .
Український штаб повідомив, що Росія атакувала в напрямках Харкова, Куп'янська, Лиману, Сіверська, Краматорська, Торецька, Покровська, Курахового, Врем'ївки, Запоріжжя та Херсона, де відбулося 156 бойових зіткнень. Протягом доби російські війська здійснили два ракетних удари, 77 авіаударів та 103 обстріли українських позицій та населених пунктів. Українська авіація та артилерія завдали ударів по 18 місцях зосередження, п'яти блокпостах, двох зенітних комплексах, вузлу зв'язку та трьох складах боєприпасів . 
Російський «Легіон свободи» оголосив про «односторонній» вихід з Ірпінської декларації, «припиняючи тим самим участь у будь-яких політичних проектах», але продовжить боротьбу проти російських військ. У Легіоні додали, що "на жаль, за останні два роки заявлені політичні цілі не були досягнуті". Ірпінська декларація, підписана в серпні 2022 року, була угодою про співпрацю антикремлівських воєнізованих формувань, які воюють на боці України. Її метою було встановлення спільних цілей та інтересів, а політичну сторону очолював Ілля Пономарьов .

## Підсумки
За даними командувача Сухопутних військ ЗСУ Олександра Павлюка, протягом липня ЗСУ знищили понад 35 тис. російських окупантів, також було ліквідовано 300 танків РФ.
Про події наступного місяця йдеться у статті про серпень 2024 року.